# Panspermi
Panspermi er hypotesen om at liv kan spredes i universet via mikroorganismer i meteorider, asteroider, kometer eller andre himmellegemer som for eksempel de såkaldte ekstremofile.[kilde mangler]
Teorien indebærer også at livet på Jorden kan være af udenjordisk oprindelse. De fleste videnskabsfolk betragter nok teorien som ren spekulation, da man (endnu) ikke har fundet liv andre steder i universet end på Jorden. Dog kunne det bringe til eftertanke at der er fundet spor af komplekse organiske molekyler og biomolekyler som for eksempel uracil og xanthin i universet.[kilde mangler]
Den amerikanske lobby-organisation The Planetary Society (en) havde i 2011 et forsøg kaldet LIFE (Living Interplanetary Flight Experiment (en)), hvor ti forskellige mikroorganismer skulle på en 34-måneders rumrejse til Phobos og tilbage igen. Til slut skulle kapslen, som en meteor, flyve ned til jordoverfladen under stor varmeudvikling. Bakterien Deinococcus radiodurans (en) kan tåle høj stråling, og hvis ikke engang den kunne tåle strålingen, ville panspermi-teorien stå svagt. En anden passager, arken Pyrococcus furiosus (en), kan tåle høje temperaturer. Hvis den er den eneste der overlever, tyder det på at 'normale' mikroorganismer ikke kan inficere planeter.
I år 2020 blev det offentliggjort, at en bakteriekoloni af Deinococcus radiodurans havde levet et helt år på ydersiden af den Internationale Rumstation i både UV-stråling, vakuum, kulde og varme.